# Karmijn de Sonnaville
Karmijn de Sonnaville (auch Karmijn) (ndl.: „Karminroter von Sonnaville“) ist eine Sorte des Kulturapfels (Malus domestica).
Die Sorte wurde 1949 von Piet de Sonnaville (1917–1995) in Wageningen (in der Provinz Gelderland) in den Niederlanden aus einer Kreuzung von Cox Orange und Jonathan oder Schöner von Boskoop gezüchtet, nach der häufig intensiv roten Farbe der Frucht benannt und in den Handel gegeben. Ab 1971 erfolgte der Erwerbsanbau der Sorte.
Die Frucht erreicht einen Durchmesser von bis zu 8 cm, hat eine gelbgrüne Grundfarbe mit einer roten Deckfarbe und hat ein säuerliches, sehr aromatisch-würziges Fruchtfleisch (mit einem Aroma das dem Cox Orange ähnelt).
Der Karmijn de Sonnaville ist ein Herbstapfel – er ist im Oktober pflückreif und bis Dezember genussreif – bei entsprechender Lagerung auch darüber hinaus. Er ist als Liebhabersorte verbreitet – ein erwerbsmäßiger Anbau erfolgt so gut wie nicht. Der Baum stellt hohe Ansprüche an Boden, Lage und Pflege.

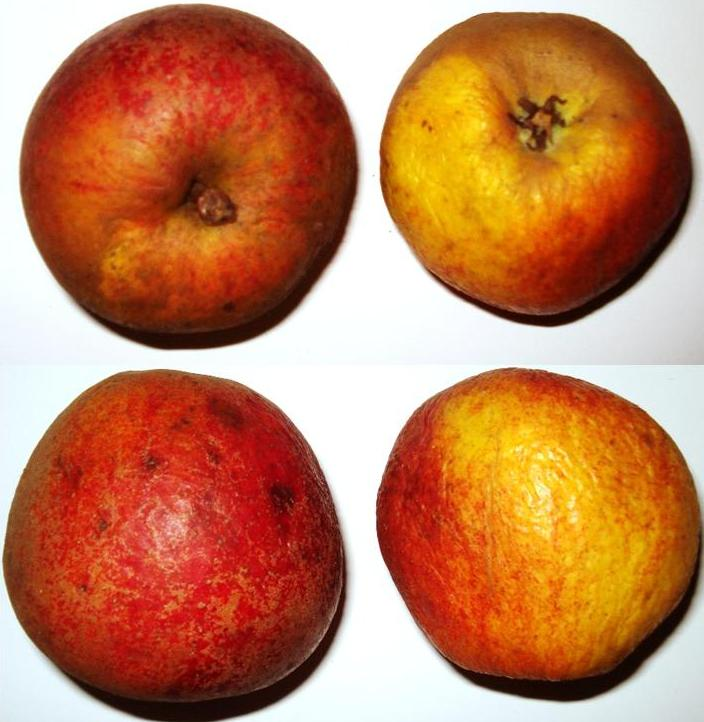
Karmijn de Sonnaville
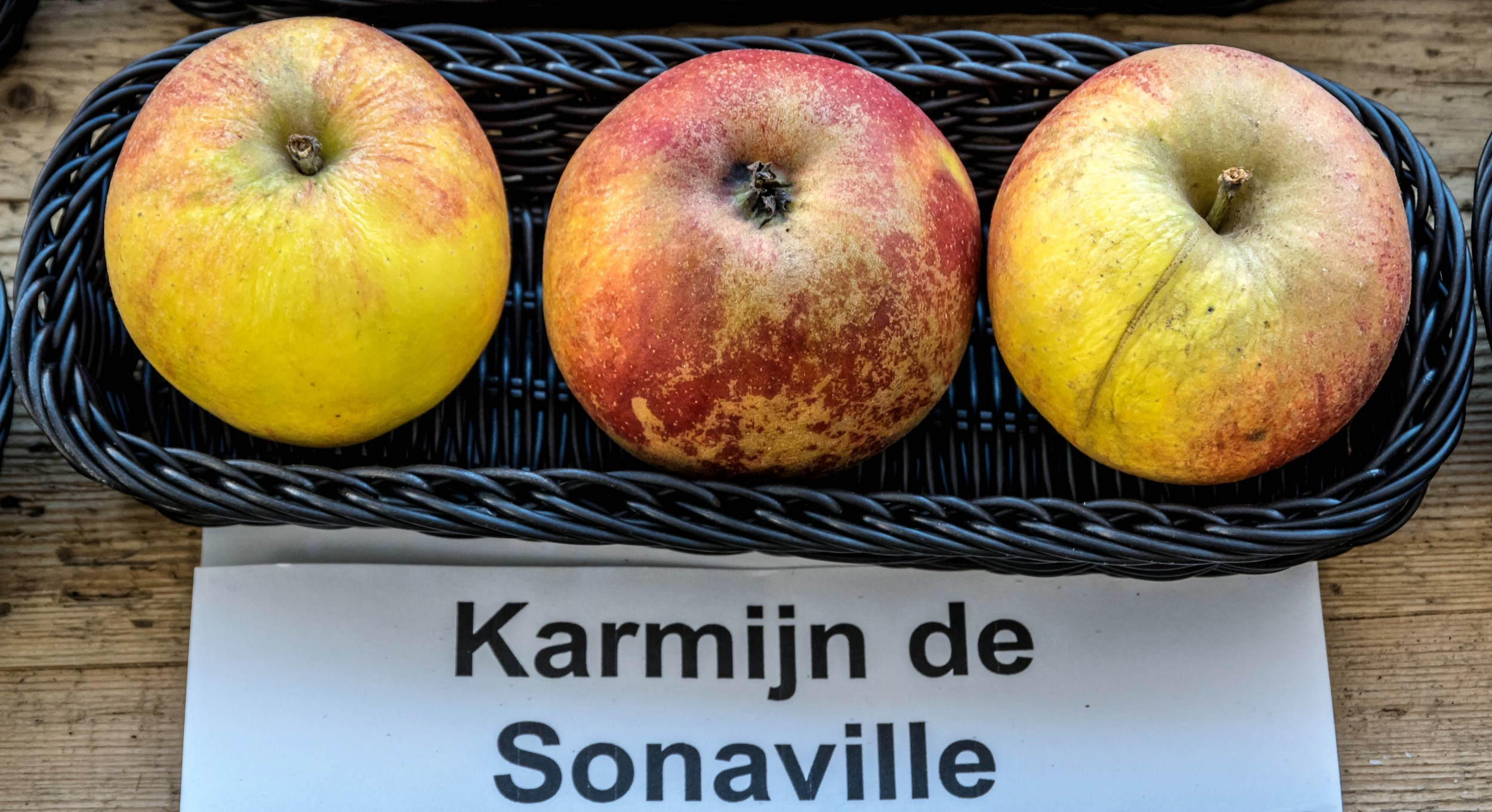
Ansicht der Frucht